# Charles de Frondat
Charles de Frondat est un caricaturiste français né à Paris le 12 février 1846 et mort à Cléry-Saint-André le 18 juin 1903.

## Biographie

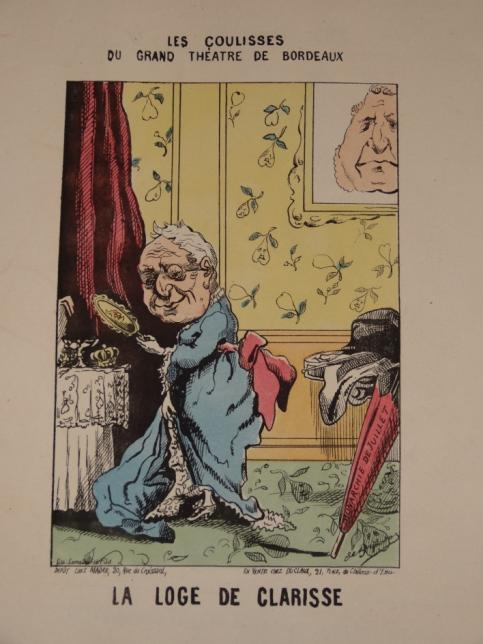
La loge de Clarisse, caricature d'Adolphe Thiers par Charles de Frondat

Napoléon Charles Louis Philippe de Frondat est né à Paris le 12 février 1846.
Employé dans une mairie parisienne, Charles de Frondat n'est actif qu'au moment de la guerre de 1870. Il est l'auteur de très nombreuses caricatures, publiées soit en feuilles détachées, soit en recueils.
Il a fondé la Puce en colère, journal de 4 numéros. Il a collaboré au Sifflet, à la Nouvelle Lune, au Grelot, sous divers pseudonymes, tels que « Japhet ».
Il a publié plusieurs recueils :
- Marrons sculptés
- Paris garde nationale
- Paris incendié
- Le Pilori de 1871, signé Juvenal

Il a terminé sa carrière comme commis-principal à la mairie du 17e arrondissement de Paris en 1902.